# Cargolet bicolor
El cargolet bicolor (Campylorhynchus griseus) és un ocell de la família dels troglodítids (Troglodytidae).

## Hàbitat i distribució
Zones àrides amb matolls, sabana i ciutats de les terres baixes de Colòmbia (a excepsió del sud), nord, sud i est de Veneçuela, Guyana i nord del Brasil.